# Hexahydrocannabinol
Hexahydrocannabinol (HHC) ist ein halbsynthetisch hergestelltes psychoaktives Cannabinoid und hydriertes Derivat von Tetrahydrocannabinol (THC), das zudem natürlich in geringen Spuren in  Cannabis vorkommt.

## Synthese
Die Synthese von HHC wurde zum ersten Mal erfolgreich 1940 durch Roger Adams aus natürlichem THC durchgeführt und 1947 patentiert. Es kann durch Hydrierung von THC hergestellt werden. Ausgangsstoff ist entweder Cannabis-Extrakt oder halbsynthetisches Δ8-THC und Δ9-THC, das durch säurekatalysierten intramolekularen Ringschluss aus CBD hergestellt wird. Der THC-haltige Ausgangsstoff wird mit Wasserstoff über einen metallenen Katalysator wie Palladium auf Aktivkohle oder dem Adams-Katalysator zur Reaktion gebracht.
Zudem konnten verschiedene Arbeitsgruppen HHC stereoselektiv aus Citronellal, Olivetol und anderen verwandten Verbindungen herstellen. Bei der Synthese aus Citronellal wird im ersten Schritt mit 5-Pentyl-1,3-cyclohexandion kondensiert. Anschließend erfolgt eine intramolekulare Diels-Alder-Reaktion. Das Zwischenprodukt wird mit Lithiumdiisopropylamid deprotoniert, mit Phenylselenylchlorid umgesetzt und abschließend mit m-Chlorperbenzoesäure zum HHC oxidiert.

## Natürliches Vorkommen
Obwohl ähnliche Verbindungen bereits früher in Cannabis identifiziert wurden, wurde Hexahydrocannabinol nur selten aus Pflanzenmaterial isoliert und galt mitunter als rein synthetisches Cannabinoid bzw. Cannabinoidmimetikum.
1972 beschrieb Turner HHC als mögliches Zersetzungsprodukt von THC in gelagertem Hanf. Garrett beschrieb 1977 einen möglichen Mechanismus der zum Entstehen von HHC aus THC führt. Dabei disproportionieren drei Moleküle THC zu zwei Molekülen HHC und einem Molekül Cannabinol (CBN). Katalysiert wird diese Reaktion durch Kieselsäuren auf Glasoberflächen oder Chloroform, weshalb in den per HPLC analysierten Proben häufig HHC und CBN gefunden wurde. Unter angepassten Bedingungen, wie speziellen Glasgeräten, kann die Reaktion während der Probenvorbereitung unterdrückt werden und HHC wird nicht in den Proben gefunden.
{\displaystyle \mathrm {3\ THC\longrightarrow 2\ HHC+1\ CBN} }
Disproportionierung von THC zu HHC und CBN
2020 entdeckte die De-Las-Heras-Gruppe 43 Cannabinoide in flüssigem Extrakt aus den Samen und Pollen von Cannabis sativa, darunter Hexahydrocannabinol.
Mehrere dem HHC strukturell verwandte Analoga kommen ebenfalls natürlich in Cannabis vor, u. a. Cannabiripsol, 9α-Hydroxyhexahydrocannabinol, 7-oxo-9α-Hydroxyhexa-hydrocannabinol, 10α-Hydroxyhexahydrocannabinol, 10aR-Hydroxyhexahydrocannabinol, 1′S-Hydroxycannabinol, 10α-Hydroxy-Δ(9,11)-Hexahydrocannabinol und 9β,10β-Epoxyhexahydrocannabinol.

### Biosynthese in der Pflanze
HHC selbst tritt als Zersetzungsprodukt von Δ8-THC und Δ9-THC auf. Die Zersetzungsreaktion von THC in HHC ist eine Reduktion der Kohlenstoff-Doppelbindungen, die in unzersetzten THC-Verbindungen die Delta-Isomer-Position ausmachen.
Hierbei werden die Doppelbindungen in den  Cyclohexyl-Ringen entfernt und die angrenzenden Kohlenstoffatome mit Wasserstoff abgesättigt.

### Als Abbauprodukt nach Cannabiskonsum
HHC-Analoga treten wahrscheinlich auch bei der Metabolisierung von THC in der Leber auf. Δ9-THC wird teilweise in 11-Hydroxy-THC, α,10-α-Epoxy-Hexahydrocannabinol und 1,2-Epoxy-Hexahydrocannabinol umgesetzt. Es ist bekannt, dass CBD teilweise in 9α-Hydroxy-HHC und 8-Hydroxy-iso-HHC metabolisiert wird. Wird gleichzeitig Alkohol konsumiert, können Methoxy- oder Ethoxy-Analoge wie 9-Methoxy-HHC, 10-Methoxy-HHC, 9-Ethoxy-HHC und 10-Ethoxy-HHC gebildet werden.

## Stereochemie
Es existieren zwei Enantiomere, (+)-HHC und (−)-HHC. Von (−)-HHC existieren zwei Diastereomere, die sich an der Methyl-(9)-Position voneinander unterscheiden: 9α-HHC, systematisch (6aR,9S,10aR)-Hexahydrocannabinol, sowie 9β-HHC, systematisch (6aR,9R,10aR)-Hexahydrocannabinol.

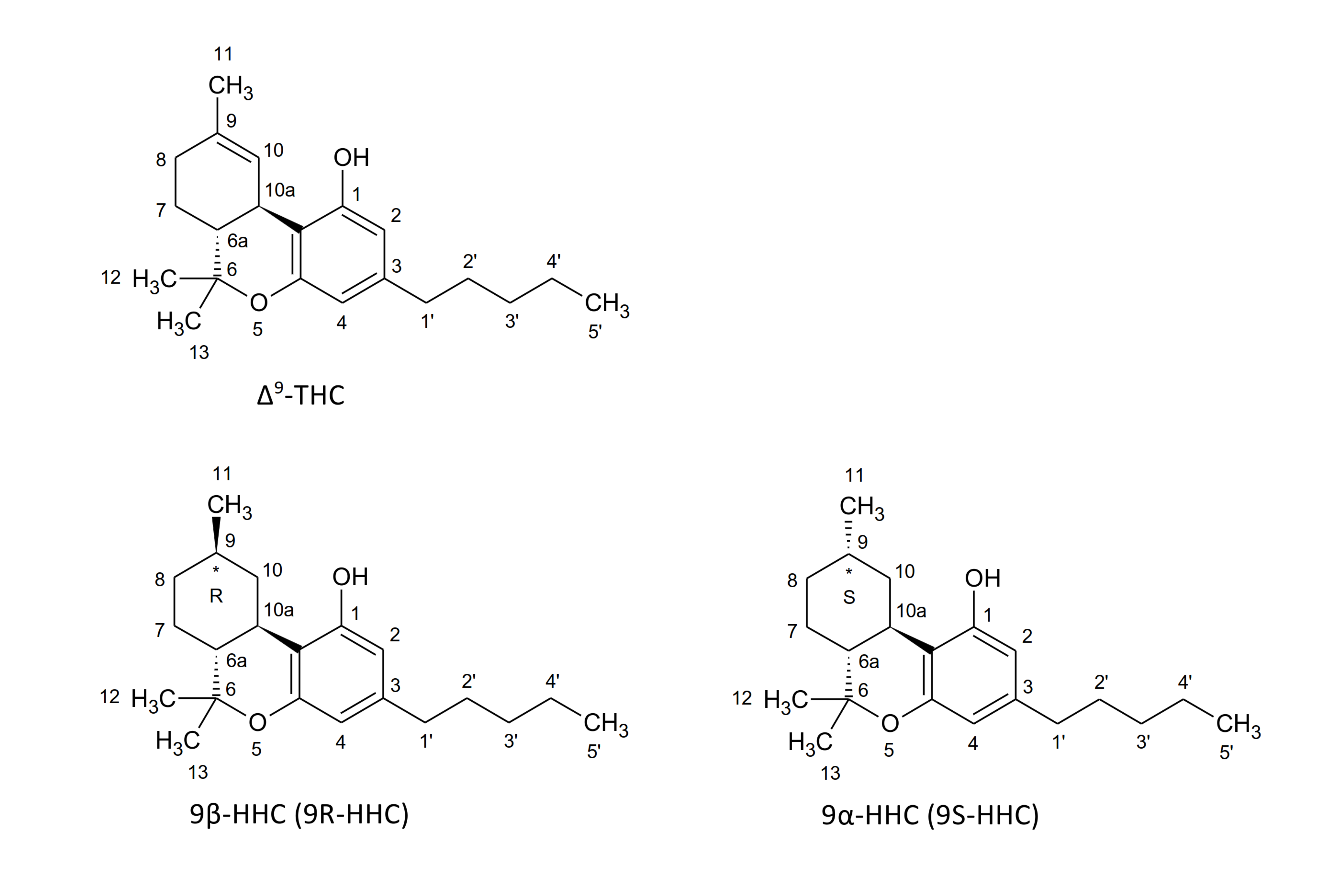
Strukturformeln von Δ9-THC, 9β-HHC und 9α-HHC, Nummerierung nach IUPAC.

## Pharmakologische Eigenschaften

### Psychotrope Wirkung
Es ist bekannt, dass  Strukturanaloga des HHC an den Cannabinoid-Rezeptor 1 (CB1) binden und psychotrope Effekte erzeugen, wobei 9β-HHC eine erheblich stärkere Wirkung zeigt als 9α-HHC.
Nasrallah und Garg (2023) untersuchten 9β-HHC und 9α-HHC und deren Wechselwirkungen mit CB1- und CB2-Rezeptoren. Sie untersuchten sowohl die Bindungsaffinität dieser Verbindungen, also wie gut sie an die Rezeptoren andocken können, als auch ihre funktionale Aktivität, d. h., wie effektiv sie diese Rezeptoren aktivieren. Die Studie ergab, dass 9β-HHC in Bezug auf die Bindung und Aktivierung der Rezeptoren ähnlich wirksam ist wie Δ9-THC. Im Gegensatz dazu zeigte 9α-HHC eine deutlich geringere Wirksamkeit – etwa zehnmal schwächer sowohl in der Bindungsaffinität als auch in der funktionalen Aktivität.

### Toxikologische Bewertung
Das Bundesinstitut für Risikobewertung (BfR) bewertete 2023 die wissenschaftliche Datenlage zu HHC als unzureichend, es lagen keine Studien zu klassisch-toxikologischen Endpunkten hinsichtlich der akuten und chronischen Toxizität von HHC vor.

## Rechtslage und Vertrieb

### Deutschland
Am 14. Juni 2024 wurde die Herstellung und der Vertrieb von HHC durch die Fünfte Verordnung zur Änderung der Anlage des Neue-psychoaktive-Stoffe-Gesetzes (NpSG) verboten. Der Besitz bleibt erlaubt. Am 26. Juni 2024 wurde diese im Bundesgesetzblatt veröffentlicht. Damit trat das Verbot am 27. Juni 2024 in Kraft.
Zubereitungen mit synthetischem HHC wurden seit 2022 in Form von Vape-Liquids und -Kartuschen, Ölen, Blüten und Lebensmitteln („Edibles“) vertrieben. Bei den Blüten handelte es sich um getrockneten THC-armen Nutzhanf, der mit HHC versetzt wurde.

### Finnland
In Finnland wurde HHC im Januar 2023 verboten.

### Frankreich
In Frankreich wurde HHC mit Wirkung ab dem 13. Juni 2023 durch die Agence Nationale de Sécurité du Médicament verboten.

### Griechenland
In Griechenland wurde HHC im Januar 2024 verboten.

### Irland
In Irland ist HHC seit dem 29. Juli 2025 verboten.

### Österreich
In Österreich fällt Hexahydrocannabinol als Extrakt aus der Cannabispflanze unter das Suchtmittelgesetz und ist damit illegal. Synthetisch aus THC oder CBD hergestelltes HHC war bis zum 22. März 2023 legal. Seit dem 23. März 2023 fällt es unter die „Verordnung über Neue Psychoaktive Substanzen“ und die Herstellung sowie der Handel sind verboten. Besitz und Konsum bleiben weiterhin legal.

### Russland
Am 1. März 2024 richtete die Abgeordnete der Moskauer Stadtduma Daria Besedina eine Anfrage an das Innenministerium der Russischen Föderation über den rechtlichen Status von HHC, HHC-P und THC-P in Russland. Laut der von Besedina veröffentlichten Antwort sind HHC und HHC-P in Russland nicht verboten, THC-P jedoch verboten.

### Schweiz
Der Handel mit HHC und die Herstellung von HHC wurden am 31. März 2023 durch das Eidgenössische Departement des Inneren verboten.

### Tschechien
Nach Vergiftungsfällen mit HHC-Süßigkeiten kündigte die tschechische Regierung im Februar 2024 ein vorläufiges Verbot von HHC an. Das Verbot trat am 6. März 2024 in Kraft.

### USA
Je nach Bundesstaat ist HHC teils legal, teils illegal, wobei es deutlich mehr Staaten gibt, in denen es legal ist.